# Virbius

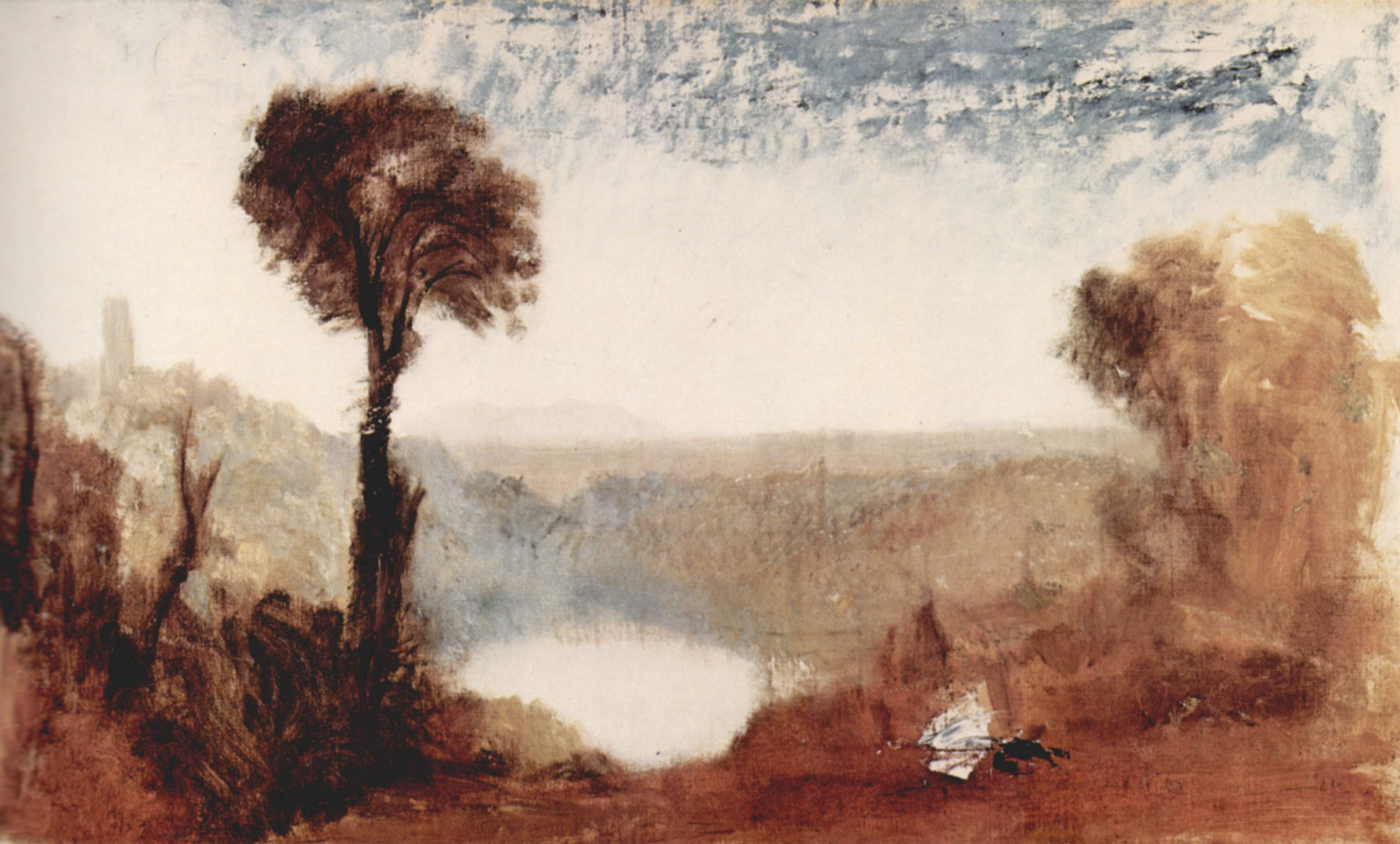
Nemorensis lacus, an dessen Ufer Virbius verehrt wurde (Gemälde von William Turner, um 1828)

Virbius ist in der römischen Mythologie eine Gottheit aus dem Umkreis der Diana Nemorensis.
Der Name wird bei Servius als bis virum („zweimal Mann“) gedeutet.
Virbius wurde mit dem griechischen Heros Hippolytos, dem Sohn des Theseus, identifiziert.
Dieser wurde von seinem Vater verflucht, weil der irrtümlich meinte, Hippolytos habe sich an seiner Stiefmutter Phaidra vergriffen. Darauf wurde Hippolytos von Poseidon am Meeresstrand angegriffen und von seinen durchgehenden Pferden zerschmettert. 
In einer Variante des Mythos bleibt er aber nicht tot, sondern wird von Asklepios wiederbelebt.
Danach sei er entweder nach Italien ausgewandert und habe dort das Heiligtum der Diana Nemorensis  in Aricia begründet, 
bzw. er wurde von Artemis dorthin versetzt, wo er unter dem Namen Virbius von den Latinern verehrt wurde.
Als Grund für die Gleichsetzung wurde genannt, dass Hippolytos von Pferden getötet wurde und Pferde im Hain von Aricia Tabu waren. Das scheint aber wenig plausibel, da das Tabu sich auf das ganze Heiligtum bezog und nicht spezifisch für Virbius war. Von Horaz wird die Gleichsetzung abgelehnt. Zum Hintergrund könnte gehören, dass sowohl Diana als auch die ebenfalls im Heiligtum verehrte Nymphe Egeria Gottheiten der Frauen und spezifisch Helfer bei der Geburt waren. Eine besondere Beziehung zu Frauen hat aber auch Hippolytos, dem die Jungfrauen vor der Hochzeit eine Locke opferten. So vermutet auch Georg Wissowa in Hippolytos einen „geburtshelfenden Dämon“.
Es wurde vermutet, dass als Gedenktag des der Legende nach von Pferden zerrissenen Märtyrers Hippolyt von Rom mit Bedacht der 13. August gewählt wurde, da dieser Tag auch das Hauptfest des Heiligtums von Aricia ist.
Die von Bovillae nach Aricia ansteigende Straße hieß clivus Virbi. Sie war bekannt für das dort sehr zahlreich anwesende Bettlervolk, das sich offenbar von den Pilgern zum Heiligtum Almosen erhoffte.
Virbius scheint als älterer Mann dargestellt worden zu sein. 
Sein Kultbild durfte nicht berührt werden. 
Eine Verehrung außerhalb des Heiligtums von Aricia scheint es kaum gegeben zu haben. Einziger Hinweis auf einen solchen Kult ist eine Grabinschrift, die einen flamen Virbialis, einen Priester des Virbius, erwähnt.
Bei Vergil erscheint ein gleichnamiger Sohn des Virbius-Hippolytos, der unter Turnus die Latiner von Acacia gegen Aeneas anführt.
Bei Silius Italicus schließlich ist Virbius einer von drei Söhnen der Egeria. Seine Brüder sind Capys und Albanus.